# El Varadero (Granada)
El Varadero es una localidad y pedanía española perteneciente al municipio de Motril, en la provincia de Granada, comunidad autónoma de Andalucía. Está situada en la parte central de la comarca de la Costa Granadina. Cerca de esta localidad se encuentran los núcleos de Playa Granada y Torrenueva Costa.
En El Varadero se encuentra el Puerto de Motril. La playa motrileña más grande está al oeste de esta población y se le denomina playa de Poniente o del Pelaillo. Junto a ella existen gran cantidad de restaurantes, hoteles, campings y apartamentos.